# Angantyr (Dänemark)
Angantyr – auch Ogendus, Ongendus oder Ungueudo – war ein König der Dänen zu Beginn des 8. Jahrhunderts, wobei er weniger als ein König, sondern eher als ein bedeutender Häuptling und regionaler Fürst anzusehen sein dürfte. 
Er ist vermutlich identisch mit dem in Alkuins (735–804) Vita sancti Willibrordi für 710 im Zusammenhang eines Christianisierungsversuchs des angelsächsischen Missionars Willibrord erwähnten Ogendus. Willibrord gelang es allerdings nur, dreißig Knaben, vermutlich christliche Gefangene, freizukaufen. Ogendus blieb den Göttern treu. 
Er soll zur Zeit des Baus des Kanhave-Kanals 726 n. Chr. in Dänemark regiert haben, war möglicherweise der Gründer von Ribe und auch derjenige, der das Danewerk 737 verstärken ließ.
Die Sagaliteratur kennt mehrere Personen mit dem Namen Angantyr. Nach Angantyr, allerdings vermutlich eher nach den Sagenfiguren als nach dem König, sind zwei bronzezeitliche Grabdenkmäler benannt, das Großsteingrab „Angantyr Høj“ und Angantyrs rojr, eine Röse am Gansviken im Kirchspiel Grötlingbo nahe der Südspitze der schwedischen Insel Gotland.